# 잉글랜드의 전례주
전례주(典禮州, 영어: ceremonial county)는 Lord Lieutenant가 임명되는 잉글랜드의 행정 구역이다. 잉글랜드의 도시주와 비도시주를 기준으로 정부가 지정한다. 지리적 참조 체계로도 이용되기 때문에 "지리주"(地理州, geographic counties)라고 부르기도 한다.

## 같이 보기
- 잉글랜드의 주
- 통계지역단위명명법